# Elżbieta Rafalska

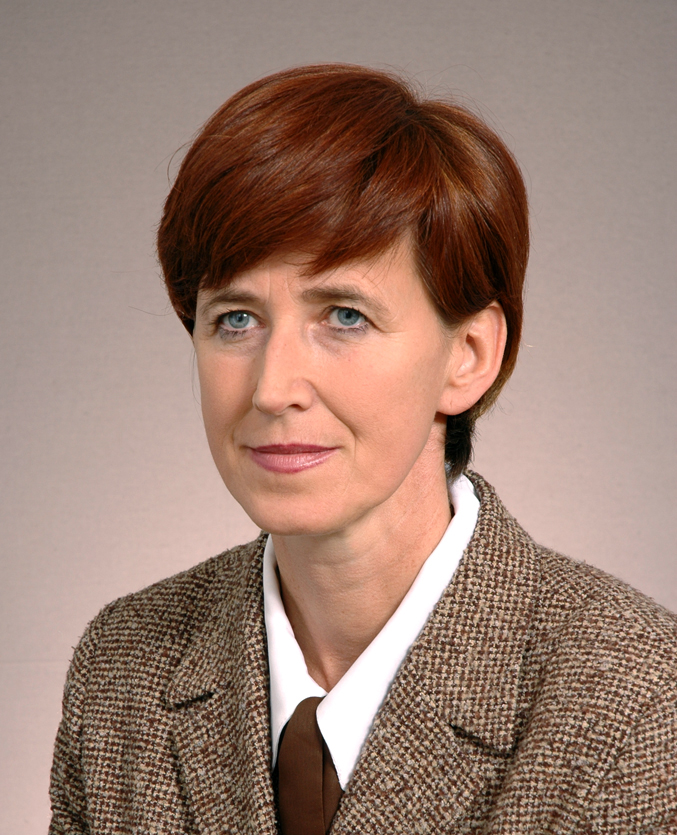
Elżbieta Rafalska

Elżbieta Rafalska (* 22. Juni 1955 in Wschowa) ist eine polnische Politikerin der Prawo i Sprawiedliwość.

## Leben
Rafalska studierte an der AWF Gorzów Wielkopolski und an der Universität Stettin. 2005–2007 war sie Mitglied des Senats. Seit 2007 ist sie Abgeordnete im Sejm. Von November 2015 bis Juni 2019 war sie im Kabinett Szydło und im Kabinett Morawiecki I Ministerin für Arbeit und Soziales in Polen.